# Palibythus magnificus
Palibythus magnificus là một loài tôm hùm lông được tìm thấy ở Polynesia. Chúng thuộc chi đơn loài Palibythus, thường được xếp vào trong họ Palinuridae, mặc dù trước đây chúng từng được hợp với chi Palinurellus để tạo thành họ Synaxidae. Loài này được biết đến ở Samoa với tên gọi ula moana, một cái tên cũng được dùng để chỉ loài tôm nước sâu Heterocarpus laevigatus.

## Phân bổ
Loài P. magnificus chỉ được ghi nhận xuất hiện xung quanh Samoa và quần đảo Tuamotu. Chúng sống ở độ sâu lớn hơn – từ 90 đến 300 m (300–980 ft) – và có kích thước lớn hơn một chút, lên tới 27 cm (11 in) về chiều dài, so với các loài thuộc chi Palinurellus. Tất cả các mẫu vật P. magnificus được lưu giữ trong các bảo tàng lịch sử tự nhiên đều có nguồn gốc từ vùng biển Samoa, cho đến nay chỉ có những bức ảnh về một loài động vật từ quần đảo Tuamotu "gần như chắc chắn là loài này". 

## Tiếng động
Giống như các loài tôm hùm gai khác (trừ chi Jasus và Projasus), P. magnificus có khả năng phát ra tiếng vang chói tai để đánh lạc hướng hoặc ngăn chặn những kẻ săn mồi tiềm năng. Chúng làm được điều này bằng cách chà xát miếng gảy ở gốc râu vào các "dũa" dài ở hai bên tấm râu.

## Họ hàng
Chi Palibythus ban đầu được xếp cùng với chi Palinurellus vào trong họ Synaxidae, trên cơ sở các loài trong cả hai chi đều có mỏm hình tam giác, vốn không có ở các chi tôm hùm gai khác, và cả hai chi đều không có sừng trên hốc mắt như ở các chi tôm hùm gai khác. Tuy nhiên, mặc dù vậy, hai chi tôm hùm lông này không phải là đơn vị phân loại chị em. Các chi có quan hệ gần gũi nhất với Palibythus là Panulirus và Palinurus, trong khi Palinurellus lại gần gũi nhất với Jasus và Projasus, hai chi khác không có cơ quan phát ra tiếng vang.

## Ngư nghiệp
Mặc dù P. magnificus là loài tôm hùm đủ lớn để cung cấp thực phẩm cho con người tiêu thụ, nhưng độ hiếm của nó và độ sâu mà nó sống dường như ngăn cản bất kỳ hoạt động đánh bắt thương mại nào.